# Ocyptamus amabilis
Ocyptamus amabilis är en tvåvingeart som först beskrevs av Hull 1943.  Ocyptamus amabilis ingår i släktet Ocyptamus och familjen blomflugor.
Artens utbredningsområde är Peru. Inga underarter finns listade i Catalogue of Life.